# مهرجان القاهرة للإعلام العربي
مهرجان القاهرة للإعلام العربي هو مهرجان سنوي يعقد بين العرب للمسابقة والتنافس بين منتجات الإعلام العربي للنهوض والارتقاء به وكان يطلق عليه سابقا مهرجان القاهرة للإذاعة والتليفزيون.

## بداية المهرجان
- اقيم وامتد المهرجان الأول لثمانية أيام من 10 - 17 يوليو 1995. هذا المهرجان كان مخصصا للأعمال التليفزيونية فقط.
- في العام الثاني حدثت معظم التطويرات التي اقتربت بالمهرجان من شكله الحالى، وأهمها دخول المسابقة الاذاعية، والمزيد من التوسع في الجوائز، بحيث أصبحت التماثيل وحدها 36 للأعمال التليفزيونية و18 للأعمال الاذاعية، بخلاف العشرات من الميداليات والشهادات.
- في العام التالى أضيفت جوائز للبرنامج الخاص، ولمسرحية الأطفال ولمسلسل الأطفال ولفيلم الأطفال وأغنية الأطفال. كما أضيفت جائزة لاعلان الخدمة العامة كذلك فضلت جوائز المسلسلات لمسلسل اجتماعى ومسلسل كوميدي ومسلسل تاريخي ومسلسل تراث شعبي. وأصبح عدد الفروع 21 فرعا، والأهم أن بدأ يصبح لبعض الجوائز قيم مالية، وهو تقليد ظل متبعا لمهرجانيين تاليين (الرابع والخامس)، بالذات بالنسبة للجوائز الاذاعية
- في المهرجان الرابع (16 - 20 يوليو 1998) توسعت الجوائز المالية لتشمل بعض جوائز الأفراد والمسماة جوائز المبدعين ولكن عدد الفروع في هذا المهرجان تراجع قليلا بعدما لوحظ من عدم وجود عدد كاف من الأعمال عندما تم تقسيم الكثير من الجوائز لـ 3 أو 4 جوائز. الفروع التليفزيونية أصبحت 19 والاذاعية 12 كل منها 3 ذهبية وفضية وبرونزية، وجوائز المبدعين 66 جائزة، أي الإجمالي 162 جائزة.
- في المهرجان الخامس عاد عدد الفروع للزيادة على نحو ملحوظ فأصبح 22 فرعا تليفزيونيا و17 فرعا اذاعيا و60 للابداع أي إجمالي 177 جائزة. كما شهد هذا المهرجان إلغاء الجوائز المادية.
- المهرجان السادس (11 - 15 يوليو 2000) أضاف ثلاثة فروع متخصصة جديدة للتنافس هي برامج ذوى الاحتياجات الخاصة وبرامج البيئة وبرامج تبسيط العلوم، ويقترب الرقم الإجمالي أكثر وأكثر من 200 جائزة. أيضا وصل عدد المكرمين في هذه الدورة لست شخصيات هم محمود مرسي، كمال الشناوي، سميحة أيوب، كريمة مختار، يوسف الخطاب، آمال فهمى.
- ثم أستمر المهرجان في تقدمه طوال السنين التالية.
- في الدورة السادسة عشر 2001 بلغ اجمالي الجوائز أكثر من 2 مليون جنيه مصري.

## التنظيم
ينظم مهرجان وسوق القاهرة للإذاعة والتليفزيون، اتحاد الإذاعة والتلفزيون بمصر، وتتكون اللجنة العليا للمهرجان والتي تتولى تنفيذه وتنظيمه، لجنة من عدد من كبار مسؤولي الاتحاد، ويرأسها رئيس مجلس الأمناء له. لكن الاتحاد وضع هدفا له من البداية أن يكون المهرجان والسوق حدثان عربيان بمعنى الكلمة، فشكل أعلى هيئة فيه والمسماة اللجنة الاستشارية العليا، من عدد من كبار مسؤولي الإذاعة والتليفزيون في البلاد العربية، وتتكون حاليا من 10 أعضاء يمثلون 10 دول مختلفة هي مصر والعراق والأردن والإمارات العربية المتحدة والمملكة العربية السعودية وسوريا وعمان والكويت ولبنان. مهمة هذه اللجنة رسم السياسات العامة للمهرجان وكيفية تطوير أهدافه وطموحاته.

## أهداف المهرجان
- الارتقاء بمستوى الإنتاج الإذاعي والتليفزيوني في الوطن العربي.
- تعزيز الصلات بين المبدعين العرب وتبادل الخبرات بين المؤسسات والهيئات الإعلامية العربية.
- تنشيط تسويق الإنتاج الإذاعي والتليفزيوني العربي والأجنبي من خلال السوق الدولية للإنتاج.
- الوقوف على أحدث ما وصلت إليه تكنولوجيا الاتصال من خلال المعرض الدولي للأجهزة والمعدات.

## أنشطة المهرجان
- سوق القاهرة الدولية للإنتاج الإذاعي والتليفزيوني
- المعرض السنوي للإذاعة والتلفزيون
- الندوات
- الحفـلات

## انتقادات
وجهت انتقادات للمهرجان بسبب انحيازه للاعمال المصرية والتكتم عن المعايير المتبعة من طرف لجنة التحكيم.

## توقف المهرجان
توقف المهرجان عقب ثورة 25 يناير ولم تتم عودته حتى الآن.